# Laurent Biondi
Laurent Biondi (Grenoble, 19 giugno 1959) è un dirigente sportivo, ex ciclista su strada e pistard francese.
Professionista dal 1983 al 1993, dal 1994 è direttore sportivo del team AG2R (già Chazal e Casino).

## Carriera
Dopo diversi anni in squadre dilettantistiche e la vittoria del titolo nazionale di categoria nel 1982, Biondi passò professionista nel 1983 nelle file de La Redoute-Motobécane. Da prof ottenne un solo successo su strada, aggiudicandosi una tappa al Critérium du Dauphiné Libéré nel 1987, cui si aggiunge il successo in una cronometro a squadre del Tour de France. Cinque furono invece i successi su pista, tra i quali il titolo mondiale nella corsa a punti nel 1990.
Dal 1994 è direttore sportivo in seno alla AG2R Citroën Team, allora conosciuta come Chazal-MBK, affiancando Vincent Lavenu.

## Palmarès

### Strada
- 1982 (Dilettanti)

Campionati francesi, Prova in linea dilettanti
Grand Prix de la Ville de Monpazier
- 1987 (Système U, una vittoria)

1ª tappa Critérium du Dauphiné Libéré

#### Altri successi
- 1986

2ª tappa Tour de France (cronosquadre)

### Pista
- 1988

Campionati francesi, Corsa a punti
- 1989

Sei giorni di Bordeaux (con Pierangelo Bincoletto)
- 1990

Campionati del mondo, Corsa a punti
Sei giorni di Grenoble (con Laurent Fignon)
- 1991

Sei giorni di Bordeaux (con Gilbert Duclos-Lassalle)

## Piazzamenti

### Grandi Giri
- Tour de France

1983: 79º
1985: 53º
1986: ritirato
1989: 31º
1990: 82º
1993: 103º

### Classiche monumento
- Liegi-Bastogne-Liegi

1983: 58º
1987: 94º
1990: 63º
- Giro di Lombardia

1984: 57º

### Competizioni mondiali
- Campionati del mondo

Lione 1989 - Pista: 8º
Maebashi 1990 - Pista: vincitore